# Татари (село)
Татари (болг. Татари) — село в Болгарии. Находится в Плевенской области, входит в общину Белене. Население составляет 386 человек.

## Политическая ситуация
В местном кметстве Татари, в состав которого входит Татари, должность кмета (старосты) исполняет Светослав Руменов Ангелов (Граждане за европейское развитие Болгарии (ГЕРБ)) по результатам выборов правления кметства.
Кмет (мэр) общины Белене — Петыр Илиев Дулев (Болгарская социалистическая партия (БСП)) по результатам выборов в правление общины.